# Glinki-Rafały
Glinki-Rafały is een plaats in het Poolse district  Makowski, woiwodschap Mazovië. De plaats maakt deel uit van de gemeente Sypniewo en telt 120 inwoners.